# 釜石鉱山田中製鉄所

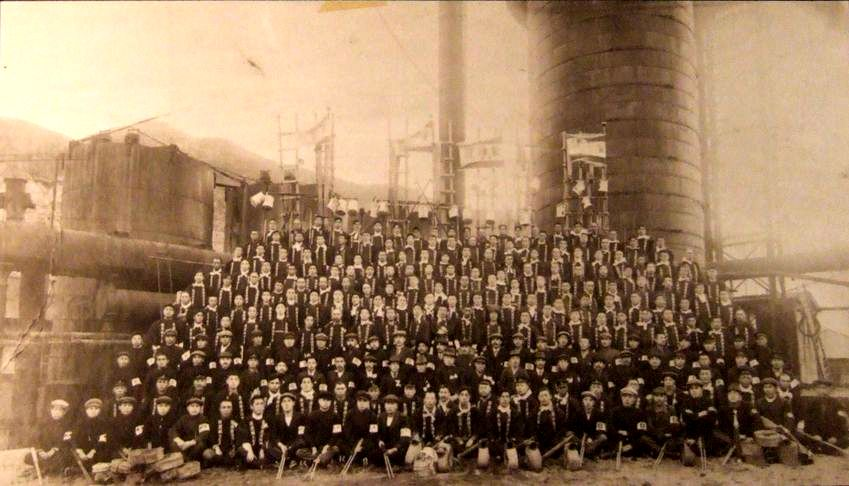
往時の集合写真。

釜石鉱山田中製鉄所(かまいしこうざん たなかせいてつじょ、旧字体：釜石鑛山田中製鐵所󠄁)は、日本製鉄北日本製鉄所釜石地区の前身にあたる製鉄所である。1887年（明治20年）7月に設立され、輸入鉄に頼っていた日本で最初に製鉄事業を軌道に乗せた。コークスを使った銑鉄の産出も同所が最初であり、日本で初めて安定稼動した銑鋼一貫製鉄所でもある。田中家の個人経営だったものが1917年（大正6年）に株式会社化され、以降は田中鉱山株式会社の釜石鉱業所となる。

## 歴史

### 官営製鉄所の挫折
1875年（明治8年）1月より岩手県釜石にて建設が始まった日本初の官営製鐵所は、溶鉱炉から諸機械類、煉瓦まで全て英国製のものを使い、その組立て設置にも英国人とドイツ人技師を雇用。英国で長く採鉱冶金学を学び帰国した山田純安もこの任に当たらせた。
銑鉄を造る製銑工場には鉄皮式スコットランド型25t高炉が2基、錬鉄工場には錬鉄炉が12基、その他様々な設備を整え、さらには大橋採鉱場から製鉄所のある鈴子まで、小川製炭所から釜石港桟橋までの鉄道（釜石鉄道）を敷設し、その費用総額は当時の官営事業の中でも最大規模の237万円に達した。
1880年（明治13年）9月には5年がかりの工事も終わり、高炉に火入れをして操業が開始されたが、一日一万貫（37.5t）必要な木炭の供給が賄えず、また小川製炭所が火事で焼けたこともあり、わずか97日で操業を停止した。この間使用した鉄鉱石は2,357t、生産した銑鉄は1,508tで、一日平均15t強という成績であった。1881年（明治14年）9月には休業中の製鉄所を後に首相となる原敬が記者として訪れている。
その後木炭供給の問題を解決し、1882年（明治15年）3月に操業を再開。一時は上手くいったかに思えたが、徐々に砿滓が出銑口を塞ぐ事態となり再開後196日で再び停止。明治13年9月からの銑鉄通算生産高は計5,821tであった。
その後様々に議論されたが、当時まだ国内における鉄の需要が大きくなかったことや輸入銑鉄の方が安いこと、釜石に調査に訪れた工部省の技師が、鉱石の埋蔵量はわずか13万t程度であろうと悲観的な報告をしたこともあり、1882年（明治15年）12月に廃山が決定した。

### 田中家の挑戦
個々の設備の払い下げには多くの事業者が手を挙げたが、国が膨大な資金と外国人技術者を用いてすら失敗した鉱山及び製鉄事業そのものを引き受けようという者は皆無であった。そんな折、当時大蔵大臣を務めており、明治維新以前から知遇を得ていた松方正義より　田中長兵衛に払い下げの打診がある。松方からの話とあっては検討しないわけにはいかず、長兵衛は娘婿で番頭格の横山久太郎を伴って釜石視察へと向かった。その頃の釜石は1882年（明治15年）夏にコレラの大流行があり、翌年4月の勘兵衛火事では石応寺本堂を含む600軒が焼け、明るい兆しは何一つ無かった。製鉄所の様子もまた、機械類は壊れ溶鉱炉の内部に銑鉄の塊が打ち捨てられたままになっており、見るに忍びない様相であった。当初払い下げを受ける気になれなかった長兵衛だが、久太郎や長男・安太郎の熱心で粘り強い勧めもあり、ついに製鉄所再建への挑戦を決意。長兵衛は、久太郎を釜石の総責任者とし、官営時代の25t高炉が放置されていた鈴子に新たに2基の小型高炉（大島高任式、各3t）を作って銑鉄の製造（製銑）に当たらせた。

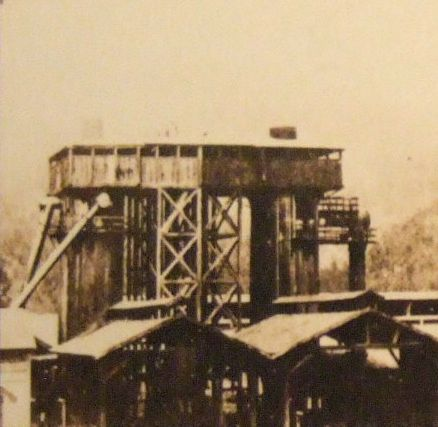
官営時代の物を改修して使った30t高炉。明治27年（1894年）、ここから日本初のコークス銑が生まれた。

久太郎は官営時代の製鉄所で働いていた地元釜石出身の高橋亦助（1853-1918）を高炉操業主任として、村井源兵衛を機械設備主任として雇い入れ、その他工員たちと共に製銑に挑戦するが、度重なる失敗によって資金は底をついてしまう。ついには工員らに支払う金も無くなり、久太郎自身の家財道具まで売り払う状況の中、1886年（明治19年）7月にはしびれを切らせた主人・長兵衛から東京出頭を命じられた。上京する久太郎から現場を託された高橋亦助は、何とか成功させたいという思いからその後2度の操業を試みるがいずれも失敗に終わる。やがて長兵衛自ら釜石に赴くという知らせが入り、それを待つのみとなった高橋亦助は全工員を集めて作業所の休業と解雇とを告げた。その晩、高橋亦助の夢に不思議な老人が現れ、これまで良い鉱石として使用していたものを不良だと言い、不良だとしていたものこそが真に良い鉱石だと告げて消え去ったという。
その翌朝、高橋亦助の元に昨日解雇した工員一同が訪れた。そして、度重なる失敗が続き解雇も仕方が無いとは思うがこのまま終わるにはどうしても諦めきれない、家族に食べさせる食糧さえあれば賃金は要らないのでどうかもう少し挑戦させて欲しい、と懇願した。さらに彼らは、これまで不良として使われなかった鉱石をぜひ試してほしいと言う。夢の話との奇妙な一致にもう一度挑戦することを決めた高橋亦助が工員らと共に迎えた通算49回目、鉄は途切れることなく流れ出し、長い苦難の道を経てついに成功するに至った。この日、1886年（明治19年）10月16日は後に釜石製鉄所の創業記念日となった。

### 製鉄所設立
1887年（明治20年）2月、田中長兵衛は大蔵大臣の松方正義に設備一切払い下げの上願書と素志書を提出。そして同年7月に設立されたのが釜石鉱山田中製鉄所である。横山久太郎は初代所長に任命され、安太郎は東京の京橋区北紺屋町の店を田中本店として、父を助け釜石で造られた製品を販売することとなった。

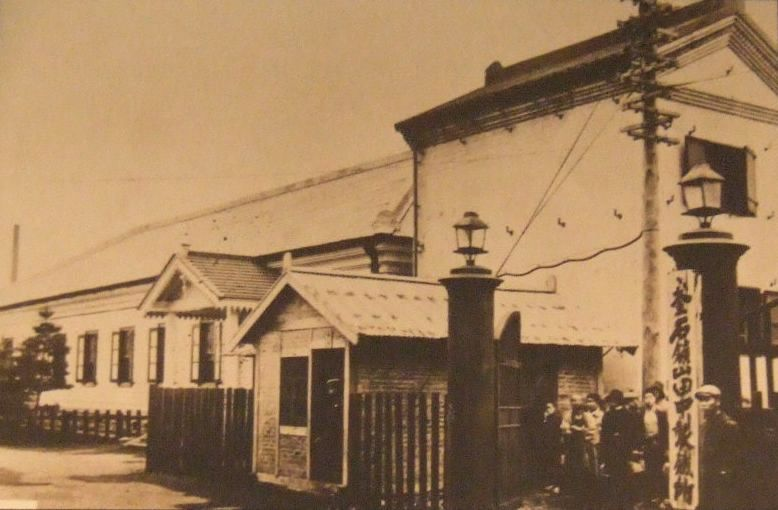
門に掲げられた釜石鑛山田中製鐵所の表札が見える。

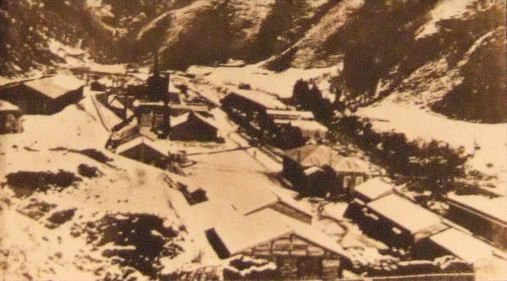
大橋分工場

同年、採鉱場のある甲子村大橋に第3の高炉を建設し分工場を開設。翌1888年（明治21年）1月には陸海軍と鉄道局の工場で釜石の鉄が採用される。1890年（明治23年）の銑鉄年間生産高は4,000tで、日本国内で年間2万t生産されたうちの約20%に過ぎず、残りの80%は古来よりたたらの砂鉄精錬が盛んな中国地方に占められていたが、鉄に対する時代の需要に応えて釜石はその生産量を伸ばしていく。
1890年（明治23年）には大阪砲兵工廠において当時世界的に評価の高かったイタリアのグレゴリーニ製銑鉄よりも釜石製銑鉄の方がより優れていることが立証された。製鋼原料としての釜石銑もまたクルップ社製、Ｈ・レミー社製の物に匹敵し、その上クルップ社に対して3割、レミー社に対しては6割安価に作成できることも判明している。
製鉄所の事業が軌道に乗ってきた頃、当時まだ銀行が無かったこの地域で「鉱山札」という製鉄所が発行する地域通貨が使われていた。釜石のみならず宮古、花巻、遠野まで流通し信用性も高かったが、1896年（明治29年）に税務署からの注意があり廃止となった。製鉄所に勤める工員は東北各地からの農民出身者がほとんどであり、諸々の事情により田畑を手放すなどして流れ着いた者も多かった。事故や怪我も珍しくなかったので山神社への参拝を欠かさなかったという。
1893年（明治26年）に長兵衛は廃止されていた釜石鉱山鉄道を馬車鉄道として再開。1894年（明治27年）にはドイツの鉱山大学で学び、帰国後は東京帝大工科大学で教授をしていた冶金学者の野呂景義（1854-1923）を顧問に、その弟子・香村小録（1866-1939）を現場の技師長に迎え、野呂が提唱したコークス利用の製銑法に挑戦。改修し30tに大型化した官営時代の高炉で、日本初の「コークス銑」の産出にも成功した。この時の初湯で鋳造した扁額が釜石製鐵所山神社に掲げられている。
以後生産高は飛躍的に伸び、同年の釜石の銑鉄生産高は中国地方の砂鉄銑の生産高を超えて国内生産のおよそ65％を占めた。この1894年（明治27年）には後の官営八幡製鉄所の建設を控え、時の農商務大臣・榎本武揚が釜石まで視察に訪れ錬鉄工場の圧延を見学した。当時田舎に大臣がやって来るのは珍しく、しかもそれが五稜郭で戦ったあの榎本だということで地元は大騒ぎだったという。
陸上交通網が整備されておらず陸の孤島だった釜石では、物品の輸送に主に船が使われていた。長兵衛は100tクラスの帆船を何隻も買い入れて釜石と京阪及び北海道間の輸送網を整えたが、度々沈没等で大きな損害を出している。
採鉱場から製鉄所、製鉄所から港などへの陸上輸送について。1886年（明治19年）の鈴子 - 大橋間の荷馬車輸送開始を皮切りに、1891年（明治24年）には滝の洞 - 大橋間で二輪車輸送、1893年（明治26年）には新山 - 滝の洞間で馬車鉄道が開通。1894年（明治27年）には元山 - 滝の洞間にインクラインを架設し、1895年（明治28年）の元山 - 大橋間の連絡実施に伴って馬車鉄道を廃止した。1897年（明治30年）には佐比内 - 元山間のトンネルが貫通して同線の軌道が開通、この年以後鉄道は次第に複線化されていく。
日清戦争が終結し、1895年（明治28年）4月の下関条約によって台湾が日本領となると、長兵衛の息子・安太郎は当時まだ治安が悪くマラリヤなどの疫病も蔓延していた現地へ渡り有望な鉱山を調査。1896年（明治29年）10月には父の名義で金瓜石鉱山の採掘権を手に入れる。金瓜石の所長として日清戦争の際に田中の人夫頭だった小松仁三郎を派遣し田中組を組織。同鉱山は日本一の金産出量を誇るまでになり、その利益は釜石製鉄所の設備拡張などに充てられた。
翌1895年（明治28年）に香村らによる鉱石埋蔵量の調査を行ったところ、前回1892年調査時の1,400万tを遥かに上回る推定4,900万tという調査結果が報告されている。
1896年（明治29年）6月15日、いわゆる明治三陸地震による巨大津波が三陸海岸を襲った。各所で軒並み波高15メートル近く、場所によってはその倍とも言われる大津波の前に多くの家屋が倒潰。中でも最も被害の大きかったのが釜石であり、人口6528名中、死者はなんと4041名を数えた。釜石鉱山田中製鉄所も人的物的に大きな被害を受けるが、所長の指示により製錬場を開放し炊き出しが行われたと伝わる。
ちなみに1890年代末頃から3年間ほど、製鉄所職員の妻として作家デビューする前の長谷川時雨が釜石で暮らしている。

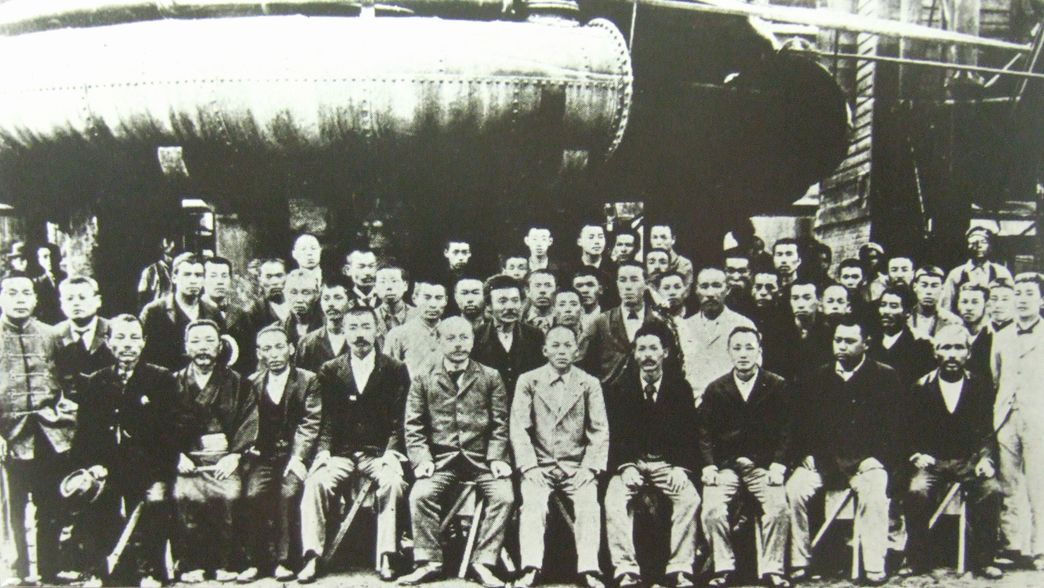
高炉改修が成った際の集合写真。前列中央白い洋服が横山。その左が野呂、同右の黒い洋服が香村。（1901年6月）

### 二代目・田中長兵衛
1901年（明治34年）2月、北九州に造られた官営八幡製鐵所が操業を開始。溶鉱炉の火入れに当たっては、釜石鉱山田中製鉄所より選抜された7名の熟練高炉作業者が派遣された。11月7日には田中長兵衛が亡くなり、長男の安太郎が二代目・田中長兵衛の名と社長職を継いだ。
1903年（明治36年）3月にはこれまでの銑鉄生産に加え、製鋼作業を開始。八幡製鐵所より一足早く、安定稼動の見込める銑鋼一貫製鉄所となる。また、製造した鉄鋼を運ぶ海運にもより一層力を入れ、1904年（明治37年）以降、長久丸（1,238t、田中長兵衛の"長"と横山久太郎の"久"より命名）をはじめとする複数の汽船を購入している。1907年（明治40年）5月、技師長・香村小録が本人たっての希望により東京本店に異動。代わって中大路氏道が技師長となる。1908年（明治41年）4月にはこれまで独占航路につき運賃高額と批判を集めていた東京湾汽船に対抗して、地元の共同出資で三陸汽船株式会社が設立。人々に推され横山久太郎が社長に就任した。1916年（大正5年）12月には前年から建設中だった中大路設計の120tの大高炉が竣工。

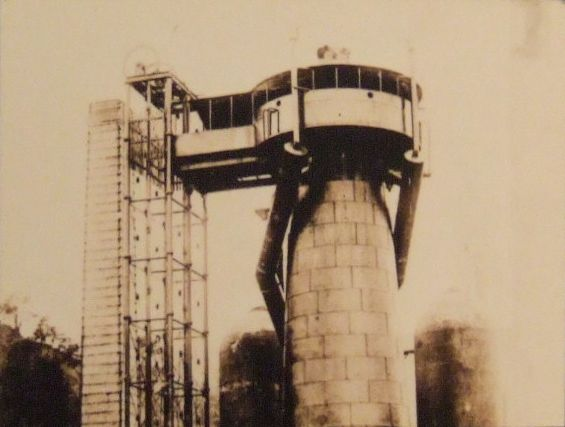
60トンの大高炉（1904年）

### 田中鉱山株式会社
1917年（大正6年）4月1日に株式会社化。田中鉱山株式会社が発足し、釜石鉱山と製鉄所は同社の釜石鉱業所に、台湾の金瓜石鉱山は金瓜石鉱業所になった。会社は資本金2000万円、払込金1000万円、社長の田中長兵衛以下、専務取締役に横山久太郎と田中長一郎、取締役に香村小録と中大路氏道、監査役に吉田長三郎と高橋亦助という陣容であった。
この頃の東京にはまだ船を受け入れるための港湾設備が整っておらず、横浜港がその役を担っていた。そんな中で艀賃の高騰があり、東京での船の取扱いを任せていた荒川敬の直談判に応じた長兵衛が、1917年（大正6年）に第三長久丸（664ｔ）を芝浦に入港させたのが東京の港に汽船が着いた第一号とされる。
1919年（大正8年）4月、体調の悪化により横山久太郎が32年間務めた所長を辞任。代わって中大路氏道が所長を務める。11月、足尾銅山同盟会の一派が釜石に乗り込み扇動したことで、創業以来初めての労働争議が巻き起こる。全工場が操業を一時停止し、警察官200名、陸軍2個中隊が出動するという大規模なものとなった。この前年に東京帝大を卒業し入社したばかりの三鬼隆（後の日本製鐵・八幡製鐵社長）も釜石に派遣され、持ち前の交渉力で解決に尽力したとされる。この騒動を経て翌1920年（大正9年）2月には職工融和の為に「真道会」が創設された。同年3月には第一次世界大戦中の好景気の反動で戦後恐慌が発生。日本の重工業は以後長い低迷期に入る。5月、中大路に代わって久太郎の婿養子・横山虎雄が第三代所長に就任、技師長（次長）には中田義算が就いた。1921年（大正10年）には最後の木炭吹製高炉を持つ栗原分工場が操業を停止。
1923年（大正12年）9月に関東を襲った大震災では東京の本店が焼失し、震災余波によって資金調達の道が尽く断たれた。田中鉱山株式会社は一千万円の負債を抱えてついに経営が破綻。1924年（大正13年）3月6日、釜石の鉱山と製鐵所は三井鉱山に経営権が移譲され、ここに田中時代が終わりを告げた。
東京都世田谷区の烏山にある称往院、往時を偲ばせる豪壮な田中家の墓所には、かつて所有していた諸鉱山で薨れた人々を供養するための石塔が建てられている。三井以後、日鉄、富士製鉄、新日鉄と製鐵所の主は変わっていったが、その高炉から多くの鐵を生み出し続けた。

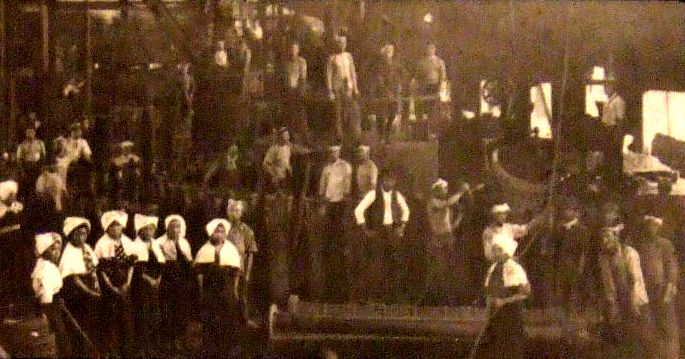
大正12年頃の鋳鉄管の鋳造場。女性も働いていたことが分かる。

## 余談

### 大運動会
1920年（大正9年）11月14日、釜石の鈴子公園に新設された運動場で、従業員家族総出の大運動会が開催された。参加者は職員129名、工員478名、開会式の合図はピストルならぬ村田銃だったという。午前8時に開始して午後4時まで、100m走や高跳び他、和気藹々の雰囲気の中で多くの競技が行われた。
だが会社の経営が危ない時期でもあり、高炉の鬼と呼ばれた次長（技師長）の中田義算は「君は会社の危機に何を考えているんだ」と発案者の三鬼隆を一喝した。「停滞ムードの時こそスポーツは活力になる」と三鬼も一歩も引かなかったが、赴任一年で東京の本店に送り返されている。その東京への帰り道、仙人峠の上から製鉄所の方へ向かって立小便をしていった話が知られていて、これ以降職員の間では何か不満があると「仙人峠で小便でもして帰るさ」と言うのが流行語のようになったという。翌年からしばらく運動会は無くなったが、経営が三井に代わり三鬼がこの釜石の地に再赴任した1928年（昭和3年）からは、より一層盛大に行われるようになった。

## 年表
- 1880年（明治13年） - 官営製鉄所が操業を開始するも、97日で稼動停止。
- 1882年（明治15年） - 3月に操業を再開するが、その後196日で再度停止。
- 1883年（明治16年） - 官営製鉄所の廃止が決定される。
- 1885年（明治18年） - 田中長兵衛が製鉄挑戦を決断。横山久太郎を責任者に任命し2基の小型高炉を建設。
- 1886年（明治19年） - 10月16日、横山不在の中、高炉主任の高橋亦助らが49回目の挑戦にしてついに成功を収める。
- 1887年（明治20年） - 7月、釜石鉱山田中製鐵所が発足。甲子村大橋にも第3の高炉を建て分工場とする。
- 1889年（明治22年） - 鈴子の本工場に第4高炉を建設。
- 1890年（明治23年） - 大橋分工場に第5高炉を建設するが、8月の水害により各工場に大きな損害を蒙る。
- 1891年（明治24年） - 鈴子本工場に第6高炉を建設。3月には政府に納入する銑鉄を積んだ帆船が相馬沖で沈没。
- 1892年（明治25年） - 栗橋村大字橋野にて、第7高炉を持つ分工場建設が開始。
- 1893年（明治26年） - 鈴子の本工場と大橋分工場を繋ぐため、廃止されていた釜石鉱山鉄道を馬車鉄道として再開。
- 1894年（明治27年） - 汽船・長安丸（123t）を購入。6月には栗橋分工場が操業開始。顧問に野呂景義、技師長に香村小録を迎え、官営時の大型高炉修復にかかる。11月、30tに改修されたその高炉で日本初の「コークス銑」産出に成功。
- 1896年（明治29年） - 6月15日、三陸大津波が押し寄せ多くの家屋が倒壊。製鉄所も大きな被害を受ける。
- 1897年（明治30年） - 4年の歳月をかけた工事が完了し、佐比内鉱区と元山鉱区の間に延長330mのトンネルが開通。
- 1900年（明治33年） - 事業の拡大に伴い職工を倍に増員する。
- 1901年（明治34年） - 社長の初代・田中長兵衛が死去。この年の職工の総数は3697名（職員154名、工員3543名）。
- 1903年（明治36年） - 製鋼作業開始、日本唯一の銑鋼一貫作業所となる。
- 1904年（明治37年） - 汽船・長久丸（1238t）を中古で購入。鈴子本工場に60t大高炉が完成し稼動を開始。
- 1905年（明治38年） - 20t高炉2基を建設。
- 1907年（明治40年） - 5月、前年1月の第二長久丸での海難救助に対し、釜石鉱山田中製鉄所に銀杯一箇が下賜される[36]。
- 1912年（明治45年） - 25t高炉を建設。
- 1913年（大正2年） - 電力を補うため栗橋に釜石瓦斯力発電所を建設（発電能力は小規模）。
- 1914年（大正3年） - 釜石と台湾金瓜石を結ぶ第五長久丸が完成し5月に進水式。第一次世界大戦勃発により鉄需要が高まりを見せる。
- 1916年（大正5年） - 6月、北海道室蘭町での水道費五千円余りの寄付に対し、釜石鉱山田中製鉄所に金杯一箇が下賜される[37]。7月、北海道空知郡の文殊炭山を買取る。12月、第8高炉（120t）が完成。
- 1917年（大正6年） - 田中長兵衛の個人商店から田中鉱山株式会社へと改組され、同社の釜石鉱業所となる。
- 1918年（大正7年） - 栗橋分工場長の高橋亦助がスペイン風邪で急逝。大戦の終結と物価の暴騰。
- 1919年（大正8年） - 4月、体調不良のため辞任した横山久太郎に代わり中大路氏道が所長就任。11月には労働争議で全工場が一時停止。
- 1920年（大正9年） - 2月に真道会創設。5月より横山虎雄が第三代所長となる。技師長（次長）は中田義算。
- 1921年（大正10年） - 3月、横山久太郎が死去。戦後不況等による経営悪化のため、栗橋分工場が停止。
- 1923年（大正12年） - 9月1日、関東大震災が発生。東京の田中本店が焼失。
- 1924年（大正13年） - 3月6日、経営権が三井鉱山に移譲される。その3日後、二代目・田中長兵衛病没。

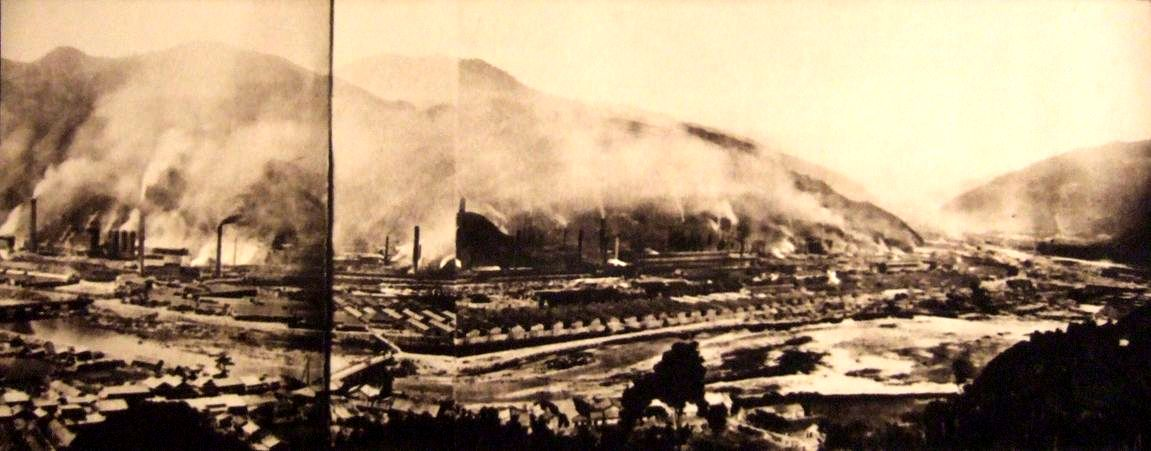
1917年（大正6年）、株式会社化された頃の釜石鉱山製鉄所。

## 年間生産量
銑鉄と鉄鉱石をそれぞれ別に記した。

### 銑鉄
- 1890年（明治23年） - 4,000t
- 1891年（明治24年） - 9,000t
- 1893年（明治26年） - 8,000t
- 1894年（明治27年） - 1万4,600t
- 1901年（明治34年） - 3万5,280t（時価141万1200円相当）
- 1904年（明治37年） - 2万7,000t
- 1905年（明治38年） - 3万7,552t
- 1906年（明治39年） - 2万9,000t
- 1911年（明治44年） - 5万t
- 1919年（大正8年） - 5万8,087t
- 1920年（大正9年） - 4万8,152t
- 1921年（大正10年） - 3万7,155t
- 1922年（大正11年） - 3万6,526t
- 1923年（大正12年） - 5万2,226t
- 1924年（大正13年） - 5万4,490t[38]

### 鉄鉱石
- 1885年（明治18年） - 294t
- 1887年（明治20年） - 1,216t
- 1889年（明治22年） - 2,847t
- 1901年（明治34年） - 5万t（時価30万円相当）